# Zagórze (hromada Tłumacz)
Zagórze (ukr. Загір'я, Zahirja), hist Pod Kamieniem (ukr. Підкамінне), w II RP Zagórze Polskie (ukr. Польське Загір'я), 1939–1991 Zagórze Radzieckie (ukr. Радянське Загір'я) – wieś na Ukrainie, w obwodzie iwanofrankiwskim, w rejonie tłumackim. W 2001 roku liczyła 123 mieszkańców.

## Historia
Pod koniec XIX wieku grupa domów nazywana Pod Kamieniem we wsi Bratyszów w powiecie tłumackim.